# Agathodes
Agathodes là một chi bướm đêm thuộc họ Crambidae.

## Các loài
- Agathodes bibundalis Strand, 1913
- Agathodes caliginosalis Snellen, 1895
- Agathodes designalis Guenée, 1854
- Agathodes dufayi Rougeot, 1977
- Agathodes incoloralis (Hampson, 1918)
- Agathodes isabella Viette, 1989
- Agathodes minimalis Hampson, 1912
- Agathodes modicalis Guenée, 1854
- Agathodes musivalis Guenée, 1854
- Agathodes ostentalis (Geyer in Hübner, 1837)
- Agathodes paliscia Turner, 1908
- Agathodes rebeli Tams, 1935
- Agathodes thomensis Castel-Branco, 1973
- Agathodes transiens Munroe, 1960

## Hình ảnh

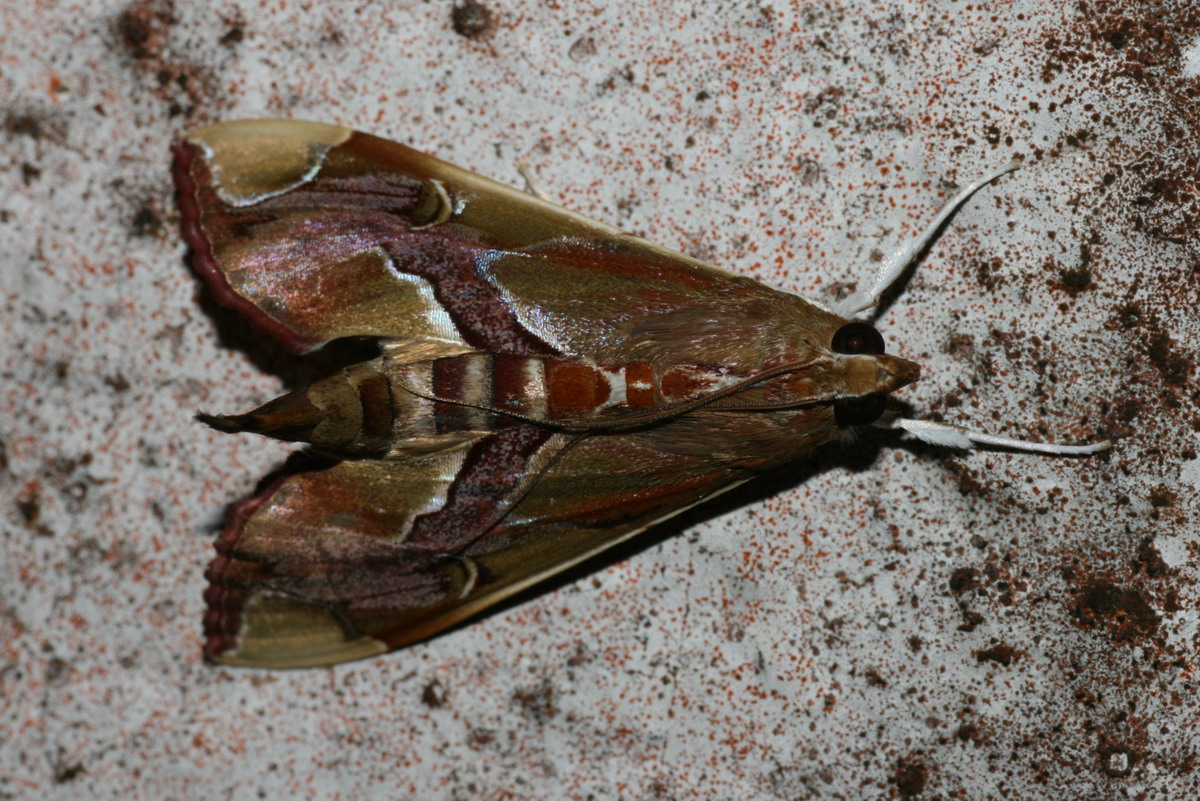